# داميان أونيل
داميان أونيل (بالإنجليزية: Damian O'Neill)‏ هو موسيقي بريطاني، ولد في 15 يناير 1961 في ديري في أيرلندا الشمالية.

## وصلات خارجية
- داميان أونيل على موقع ميوزك برينز (الإنجليزية)
- داميان أونيل على موقع أول ميوزيك (الإنجليزية)
- داميان أونيل على موقع ديسكوغز (الإنجليزية)